# Eshera
Eshera (tiếng Gruzia: ეშერა; tiếng Abkhaz: Ешыра; tiếng Nga: Эшера) là một làng thuộc huyện Sukhumi của Abkhazia. Độ cao của làng so với mực nước biển là khoảng 30 m, và cách Sukhumi 16 km. Từng là một phần của Cộng hòa Xã hội chủ nghĩa Xô viết Tự trị Abkhazia của Cộng hòa Xã hội chủ nghĩa Xô viết Gruzia, Eshera nằm dưới sự kiểm soát của Cộng hòa Abkhazia độc lập trên thực tế từ năm 1993.
Điều tra dân số Abkhaz năm 2011 báo cáo ở Eshera có dân số 2.141 người. Cơ cấu dân tộc là 40,9% người Abkhaz, 40,8% người Armenia và 10,9% người Nga. Các dân tộc thiểu số khác bao gồm người Gruzia (1,9%), người Ukraina (1,2%) và người Hy Lạp (0,6%).
Vladislav Ardzinba sinh ra ở Eshera.